# Margarosticha papuensis
Margarosticha papuensis là một loài bướm đêm trong họ Crambidae.